# Alfonso Swett Saavedra
Alfonso Swett Saavedra (1943) es un empresario chileno, que ejerció el cargo de presidente del Club Deportivo Universidad Católica entre 1982 y 1993.

## Biografía empresarial
Es un empresario, según sus propias declaraciones, empezó a los catorce años vendiendo quesos en la Ñuble de Rupanco, y a los diecisiete años entró a trabajar al Banco Edwards como júnior. Tiempo después arrendó un terreno e instaló la primera playa de estacionamientos de Santiago. Sería su inicio como empresario.
Durante su carrera se desempeñó como miembro del directorio de Elecmetal, Cristalerías de Chile, Viña Santa Rita y el canal de televisión Mega. Fue Presidente de la inmobiliaria Costanera.
Si bien su trayectoria empresarial se remonta a mediados de la década de 1960, su irrupción en retail se produjo en 1980, cuando se hizo cargo de la marca Hush Puppies en Chile. Cuatro años más tarde fundó la firma de inversiones Costanera, y en 1993 encabezó la internacionalización de la empresa Forus S.A., que por estos días maneja otras marcas de renombre como CAT y Azaleia. La firma logró abrirse paso en mercados de países como Perú, Colombia y Uruguay.
Actualmente es un empresario, consejero electivo de la Sociedad de Fomento Fabril (Federación Gremial de Industriales) para el periodo 2005-2009 y Presidente y fundador del holding Forus S.A., representantes de marcas de calzado y vestuario de fama mundial. Participa del conglomerado como dueño de la industria fabricante de zapatos Hush Puppies y de las tiendas deportivas Funsport.
En labores culturales y benéficas participa como miembro del directorio del Teatro Municipal de Santiago y como miembro del directorio de la Fundación de vida rural Dolores Valdés de Covarrubias de la Pontificia Universidad Católica de Chile, encargados de contribuir a la superación de la pobreza en localidades rurales.

## Biografía deportiva
La fundación por parte del Club Deportivo Universidad Católica de su complejo deportivo de San Carlos de Apoquindo despertó el interés en concretar un proyecto superior, la construcción del Estadio San Carlos de Apoquindo. 
La amplitud que obtenía la institución con este proyecto gestó la idea de transformar al club deportivo en una institución, autónoma y con personalidad jurídica, independiente económica y administrativamente de la Universidad.
Debido a esto, el 27 de enero de 1982 nace la Fundación Club Deportivo Universidad Católica, encabezada por Alfonso Swett Saavedra, quien también sería el inaugurador del Estadio San Carlos de Apoquindo el 4 de septiembre de 1988.
En su gestión al mando de la institución se obtuvo el campeonato de liga los años 1984 y 1987, sumados a los subcampeonatos los años 1989 y 1990. También se obtuvo el título de copa en la Copa Chile de los años 1983 y 1991, junto a los subcampeonatos de copa los años 1982 y 1990. En el campeonato internacional de la Copa Libertadores de América se llegó a los cuartos de final el año 1990 y a la semifinal en 1984, pero el éxito más recordado fue en la edición de 1993, en donde se obtuvo el subcampeonato perdiendo la final contra el club brasileño Sao Paulo.
| Predecesor: Germán Mayo Correa | Presidente del C.D. Universidad Católica 1982 - 1993 | Sucesor: Jorge Claro Mimica |